# Anđelko Kružičević
Anđelko Kružičević (Zvečanje, Omiš, 1941. – Omiš, 23. veljače 2013.), hrvatski je arhitekt, fotograf amater i promicatelj Hrvatske. Potomak je uglednog roda iz poljičkog kraja, roda Kružića.

## Životopis
Rodio se u poljičkom selu Zvečanjama, nedaleko od Omiša. U Splitu je maturirao na gimnaziji. Studirao je u Zagrebu, gdje je diplomirao arhitekturu. U Francusku je odselio 1970-ih gdje je živio u Parizu, u četvrti Saint-Germainu. Ondje je bio poznatim vrsnim arhitektom[Poznati projekti?], a u hrvatskoj je zajednici u Parizu bio na dobru glasu. Često se u Parizu susretao sa svojim prijateljem iz studentskih dana Brunom Bušićem. Bio je veliki ljubitelj umjetnosti te je često posjećivao galerije, izložbe, muzeje i katedrale. 
U Francuskoj je živio ostatak života, no ironičnom igrom sudbine umro je u rodnoj Hrvatskoj. Išao je bratu na sprovod u Omiš, gdje se poskliznuo i poginuo od posljeidca pada.
Bavio se fotografijom kao amater. Njegova struka mu je ostavila traga u njegovom amaterskom opusu: slikavao je građevine i spomenike. Druga tema koja je bila na njegovim fotografijama su pariška svakodnevnica, sva raznolikost toga grada.
Bio je članom i AMAC-a (Društva bivših hrvatskih studenata), u kojem je bio dužnosnikom. Za vrijeme velikosrpske agresije na Hrvatsku, mnogo je pridonio Hrvatskoj na promidžbenom planu, umnožavajući plakate i letke.